# فینال لیگ قهرمانان آسیا ۲۰۰۴
فینال لیگ قهرمانان آسیا ۲۰۰۴ مسابقه فینال بیست و سومین دوره رقابت‌های باشگاهی آسیا و دومین دوره با نام لیگ قهرمانان آسیا بود که در سال ۲۰۰۴ برگزار شد و الاتحاد با برتری برابر سئونگنام به مقام قهرمانی دست یافت.

## مسابقه
- بازی رفت دیدار نهایی در تاریخ ۲۴ نوامبر و بازی برگشت آن در تاریخ ۱ دسامبر برگزار شده است.

| تیم ۱   | نتیجه‌نهایی | تیم ۲                 | بازی رفت | بازی برگشت |
| ------- | ---------- | --------------------- | -------- | ---------- |
| الاتحاد | ۳-۶        | سئونگنام ایلهوا چونما | ۳-۱      | ۰-۵        |